# Acrocercops scoliograpta
Acrocercops scoliograpta är en fjärilsart som beskrevs av Edward Meyrick 1922. Acrocercops scoliograpta ingår i släktet Acrocercops och familjen styltmalar. Inga underarter finns listade i Catalogue of Life.